# Anawat Koedsombat
Anawat Koedsombat (thailändisch อนวัช เกิดสมบัติ; * 29. Oktober 1999) ist ein thailändischer Fußballspieler.

## Karriere
Anawat Koedsombat stand bis Ende 2019 beim Erstligisten Bangkok United unter Vertrag. Der Verein aus der Hauptstadt Bangkok spielte in der ersten Liga. In der ersten Liga kam Koedsombad nicht zum Einsatz. Für die U23-Mannschaft, die in der Bangkok Metropolitan Region der Thai League 4vierten Liga antrat, bestritt er sechs Ligaspiele. Von Januar 2020 bis Juni 2021 pausierte er. Im Juli 2021 schloss er sich dem Amateurligisten Pongnapha FC an. Am 20. Juni 2022 nahm ihn der Drittligist Dragon Pathumwan Kanchanaburi FC unter Vertrag. Mit dem Klub aus Kanchanaburi spielte er in der Western Region der Liga. Am Ende der Saison 2022/23 feierte er mit dem Verein die Meisterschaft der Region sowie den anschließenden Aufstieg in die zweite Liga. Sein Zweitligadebüt gab Koedsombat am 13. August 2023 (1. Spieltag) im Heimspiel gegen den Ayutthaya United FC. Bei der 0:1-Heimniederlage wurde er in der 76. Minute für Thitiwat Phranmaen eingewechselt. Am 15. Juni 2024 stand er mit Kanchanaburi im Finale des FA Cup. Das Spiel gegen den Erstligisten Bangkok United verlor man nach Elfmeterschießen. Am Ende der Saison 2024/25 belegte er mit dem Verein den vierten Tabellenplatz und qualifizierte sich somit für die Play-off-Spiele zur ersten Liga. Im Halbfinale konnte man sich gegen den fünftplatzierten Mahasarakham SBT FC durchsetzen. Im Finale traf man auf den Phrae United FC. Das Hinspiel im eigenen Stadion gewann man mit 3:2. Das Rückspiel endete 2:2. Kanchanaburi gewann mit insgesamt 5:4 und stieg somit in die erste Liga auf. Nach dem Aufstieg wurde sein Vertrag im Mai 2025 nicht verlängert. Für Kanchanaburi bestritt er 56 Ligaspiele.

## Erfolge
Dragon Pathumwan Kanchanaburi FC
- Thai League 3 – West: 2022/23  ▲
- Thailändischer Pokalfinalist: 2023/24